# 黑岩非鯽
黑岩非鯽（学名：Petrotilapia nigra）為輻鰭魚綱鱸形目隆頭魚亞目慈鯛科的其中一種，被IUCN列為易危保育類動物，分布於非洲馬拉威湖流域，為特有種，棲息深度3-30公尺，體長可達12.2公分，棲息在岩石底質水域，以刮食岩石的藻類為食，生活習性不明，可作為觀賞魚。
其种加词“nigra”意为“黑色的，暗色的”。

## 外部連結
- Kasembe, J. 2005. Petrotilapia nigra. 2006 IUCN Red List of Threatened Species（页面存档备份，存于）. Downloaded on 4 August 2007.